# Jumpin', Jumpin'
"Jumpin', Jumpin'" (Tạm dịch: "Nhảy lên, Nhảy lên") là một ca khúc thành công của nhóm nhạc R&B người Mỹ Destiny's Child. Ca khúc này đồng thời cũng chính là đĩa đơn cuối cùng của nhóm trích từ album phòng thứ hai là The Writing's on the Wall. Đĩa đơn này giành được khá nhiều thành công trên các bảng xếp hạng âm nhạc thế giới. Ca khúc này đồng thời cũng giành vị trí #232 trong danh sách 500 ca khúc được nghe nhiều nhất thập niên 2000 của Pitchfork Media.

## Trình diễn
- Giọng chính: Beyoncé Knowles
- Giọng bè: Beyoncé Knowles, Kelly Rowland, LaTavia Roberson & LeToya Luckett

Michelle Williams & Farrah Franklin (giọng của Franklin được sử dụng trong những bản phối lại, phát hành trong các đĩa đơn CD).

## Video ca nhạc
Video bắt đầu với cảnh chiếu tại nhà Destiny's Child, nơi những thành viên đang chuẩn bị đến một bữa tiệc đêm. Họ bắt đầu lên một chiếc xe và lái đến bữa tiệc trong khi đó, nhóm đang đua xe với một nhóm nam. Trong hộp đêm, họ đã trình diễn ca khúc và phần vũ đạo.
Đây chính là video cuối cùng có sự xuất hiện của thành viên Farrah Franklin. Video này không được phát hành trong bất cứ đĩa DVD nào của nhóm, nhưng bản "So So Def Remix" vẫn nằm trong The Platinum's on the Wall.

## Danh sách ca khúc
Đĩa đơn CD tại Mỹ
1. "Jumpin', Jumpin'" (Bản của Album) - 3:47
2. "Jumpin', Jumpin'" (So So Def Remix) (Bản sạch) (cùng Jermaine Dupri, Da Brat & Lil Bow Wow) - 3:45
3. "Jumpin', Jumpin'" (Maurice's Jumpin' Retro Mix) - 8:20
4. "Jumpin', Jumpin'" (Azza's Remix) - 5:15
5. "Upside Down" (Trực tiếp tại "VH1 Divas 2000: Tưởng nhớ đến Diana Ross") - 4:09

Đĩa đơn CD tại châu Âu Phần 1 COL 669511 5
1. "Jumpin', Jumpin'" (Bản của Album) - 3:47
2. "Jumpin', Jumpin'" (So So Def Remix) (Bản sạch) (cùng Jermaine Dupri, Da Brat & Lil Bow Wow) - 3:45
3. "Jumpin', Jumpin'" (Maurice's Radio Mix) - 4:05
4. "Jumpin', Jumpin'" (Maurice's Jumpin' Retro Mix) - 8:20

Đĩa đơn CD tại châu Âu Phần 2 COL 669511 2
1. "Jumpin', Jumpin'" (Bản của Album) - 3:47
2. "Jumpin', Jumpin'" (So So Def Remix) (Bản sạch) (cùng Jermaine Dupri, Da Brat & Lil Bow Wow) - 3:45
3. "Upside Down" (Trực tiếp tại "VH1 Divas 2000: Tưởng nhớ đến Diana Ross") - 4:09
4. "Jumpin', Jumpin'" (Maurice's Radio Mix) - 4:05

Đĩa đơn CD tại Anh Phần 1' 669629 2
1. "Jumpin', Jumpin'" (Bản của Album) - 3:47
2. "Jumpin', Jumpin'" (Azza's Remix) - 5:15
3. "Upside Down" (Trực tiếp tại "VH1 Divas 2000: Tưởng nhớ đến Diana Ross") - 4:09

Đĩa đơn CD tại Anh Phần 1 (Phối lại) 669629 5
1. "Jumpin', Jumpin'" (Maurice's Radio Mix) - 4:05
2. "Say My Name" (Maurice's Last Days Of Disco Millennium Mix) - 7:35
3. "Bills, Bills, Bills" (Maurice's Xclusive Livegig Mix) - 7:33

Đĩa đơn CD tại Úc
1. "Jumpin', Jumpin'"
2. "Say My Name" (Timbaland Remix)
3. "Say My Name" (Maurice's Last Days of Disco Millennium Mix)
4. "Say My Name" (Daddy D Remix có Rap)
5. "Say My Name" (Digital Black & Groove Club Mix)

Phiên bản phát hành giới hạn
1. "Jumpin', Jumpin'" (Bản của Album) - 3:47
2. "Jumpin', Jumpin'" (So So Def Remix) (Bản sạch) (cùng Jermaine Dupri, Da Brat & Lil Bow Wow) - 3:45
3. "Jumpin', Jumpin'" (Remix feat. Mr. Nitro) - 4:26 (Producer Hamaza Lee)
4. "Jumpin', Jumpin'" (Remix feat. Mr. Nitro) - 3:59 (Producer Hamaza Lee)
5. "Jumpin', Jumpin'" (Maurice's Radio Mix) - 4:05
6. "Jumpin', Jumpin'" (Azza's Radio Mix) - 4:10

## Định dạng và các bản phối lại
Hai phiên bản nhạc Urban cũng đã được phát hành: Thứ nhất là một phiên bản phối lại mang tên "Nitro remix" kèm theo sự xuất hiện của nghệ sĩ nhạc rap Nitro. Còn phiên bản kia là "So So Def Remix" cùng Lil' Bow Wow, Da Brat, và Jermaine Dupri. Một video ca nhạc riêng cho phiên bản "So So Def Remix" sau đó cũng đã được phát hành.
Bản phối "Azza's Remix" của "Jumpin', Jumpin'" gồm bản thu lại của nhóm nhưng trong phiên bản này, nhóm lại hát chậm hơn bản gốc, Knowles và Rowland là người chịu trách nhiệm hát chính trong bản này và là người thực hiện những nốt cao. Về bản thu âm lại thì được thực hiện bởi DJ Maurice Joshua, anh cũng đã dùng bản thu này cho hai bản phối nhạc nhảy của anh. Hai bản phối này nằm trong các ca khúc của The Writing's on the Wall, gồm giọng hát của Farrah Franklin và Michelle Williams, còn bản phối kia trở thành phiên bản của WNBA.
Một nhà sản xuất "Jumpin', Jumpin'" đã thực hiện một bản phối khác theo yêu cầu của người A&R của hãng Sony, Darren Dixon, bản này được phát hành không chính thức mang tên "O. D. Hunte Remix" cùng sự xuất hiện của DeMarvlest.

## Diễn biến trên bảng xếp hạng
Tại Anh, "Jumpin', Jumpin'" nằm trong top 5 với 195,000 bản được bán. Ca khúc cũng khá thành công khi giành vị trí thứ hai trên bảng xếp hạng Australian Singles Chart. Tại Hà Lan, "Jumpin', Jumpin'" giữ vị trí thứ 10 trên bảng xếp hạng Mega Single Top 100 với tổng cộng 14 tuần trên bảng xếp hạng.
Sau thành công của "Jumpin', Jumpin'", The Writing's on the Wall đã được chứng nhận 6 đĩa Bạch kim do hiệp hội RIAA trao tặng vào tháng 9 năm 2000. Ngoài ra, album này đã bán tổng cộng xấp xỉ 9 triệu bản chỉ trong một năm trên bảng xếp hạng.
| Bảng xếp hạng (2000)       | Vị trí |
| -------------------------- | ------ |
| Úc (ARIA)                  | 2      |
| Bỉ (Ultratop 50 Flanders)  | 31     |
| Bỉ (Ultratop 50 Wallonia)  | 25     |
| Canadian RPM Singles Chart | 8      |
| Pháp (SNEP)                | 41     |
| Đức (GfK)                  | 31     |
| Hà Lan (Single Top 100)    | 10     |
| Anh Quốc (OCC)             | 5      |
| US Billboard Hot 100       | 3      |

| Bảng xếp hạng cuối năm (2000) | Vị trí |
| ----------------------------- | ------ |
| U.S. Billboard Hot 100        | 13     |